# Alfonso Quesada
Alfonso Quesada Ramírez (Ciudad Quesada, 15 marzo 1988) è un calciatore costaricano, portiere della LD Alajuelense.